# Rolls-Royce Wraith
Rolls-Royce Wraith är en personbil, tillverkad av den brittiska biltillverkaren Rolls-Royce mellan 1938 och 1939.
1938 introducerades Wraith. Bilen skilde sig från föregångaren främst genom att den fått individuell framvagnsupphängning och motorn hade ett nytt cylinderhuvud i aluminium.